# Landroff
Landroff é uma comuna francesa na região administrativa de Grande Leste, no departamento de Moselle. Estende-se por uma área de 7,73 km². Em 2010 a comuna tinha 274 habitantes (densidade: 35,4 hab./km²).